# هوارد مارغوليس
هوارد مارغوليس (بالإنجليزية: Howard Margolis) هو عالم اجتماعي أمريكي، ولد في 1932، وتوفي في 2009.